# Charles Dougherty

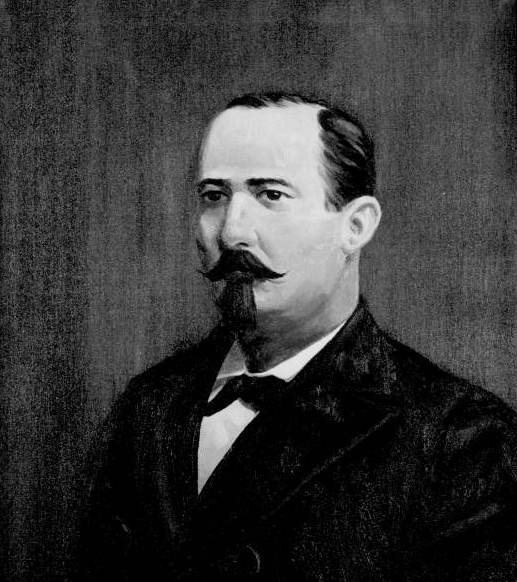
Charles Dougherty

Charles Dougherty (* 15. Oktober 1850 in Athens, Georgia; † 11. Oktober 1915 in Daytona Beach, Florida) war ein US-amerikanischer Politiker. Zwischen 1885 und 1889 vertrat er den Bundesstaat Florida im US-Repräsentantenhaus.

## Werdegang
Charles Dougherty besuchte die öffentlichen Schulen seiner Heimat und studierte danach an der University of Virginia in Charlottesville. Anschließend fuhr er als Matrose zur See. Im Jahr 1871 ließ er sich in der Nähe von Port Orange in Florida nieder, wo er als Pflanzer arbeitete. Gleichzeitig schlug er als Mitglied der Demokratischen Partei eine politische Laufbahn ein. Zwischen 1877 und 1885 saß er als Abgeordneter im Repräsentantenhaus von Florida, dessen Präsident er im Jahr 1879 als Nachfolger von George G. McWhorter war.
Bei den Kongresswahlen des Jahres 1884 wurde Dougherty im zweiten Wahlbezirk von Florida in das US-Repräsentantenhaus in Washington, D.C. gewählt, wo er am 4. März 1885 die Nachfolge des Republikaners Horatio Bisbee antrat. Nach einer Wiederwahl konnte er bis zum 3. März 1889 zwei Legislaturperioden im Kongress absolvieren. Nach seinem Ausscheiden aus dem US-Repräsentantenhaus nahm Dougherty seine frühere Tätigkeit als Pflanzer wieder auf. Zwischen 1891 und 1912 war er mehrfach Abgeordneter im Repräsentantenhaus von Florida. Von 1895 bis 1898 gehörte er auch dem Staatssenat an. Er starb am 11. Oktober 1915 in Daytona Beach.
Nach ihm ist das Dougherty County in Georgia benannt.